# Révolution du stéthoscope
 (avril 2021).
La révolution du stéthoscope est un mouvement de protestation mené par des étudiants en médecine, des stagiaires, des résidents et leurs représentants à la Coordination nationale des étudiants en médecine et au Comité national des stagiaires et résidents au Maroc, après l'insistance du ministre de la Santé, Hussein Al-Wardi, de mettre en œuvre le projet « service de santé obligatoire ». Ce mouvement a connu de nombreuses escalades:
- Manifestations nationales (23 juillet et 17 septembre 2015)
- Un boycott complet des cours théoriques et pratiques dans les sept facultés de médecine et de dentisterie au Maroc
- L'annonce des stagiaires et des résidents a déclenché une grève à durée indéterminée depuis le 1er octobre 2015. Les étudiants ont également soumis au ministère un rapport de protestation exposant toutes leurs revendications.

## Service de santé obligatoire
Le ministre de la Santé Hussain Al-Wardi a annoncé dans le Parlement marocain son intention d'introduire une loi sur le service de santé obligatoire afin de résoudre les problèmes de santé au Maroc. Al-Wardi a expliqué que ce service fournira aux habitants des zones rurales les soins de santé nécessaires et contribuera également à établir une répartition géographique équitable en ce qui concerne les médecins en activité. Les statistiques indiquent qu'environ 45% des médecins (dans les secteurs privé et public) travaillent autour de l'axe Rabat-Casablanca. Par conséquent, le ministère a l'intention de mettre en œuvre cette loi,.
L'ensemble du système médical a commencé à protester depuis l'annonce de ce projet qu'ils considéraient comme une menace pour leur avenir et une tentative inefficace d'améliorer la situation sanitaire.
Début septembre 2015, le ministère de la Santé a publié sur son site officiel le projet d'article sur la loi sur les services de santé obligatoires, qui a incité les étudiants de tout le Maroc à se déplacer pour mettre fin à ce projet. D'autant que ses articles contredisent les accords internationaux précédemment signés par le Maroc. En outre, l'avenir des médecins nouvellement diplômés reste inconnu après avoir passé deux ans de service obligatoire dans les zones rurales.
Le point le plus ambigu de ce projet est que l'article 1 de la loi considère le service de santé comme un devoir national, alors qu'il exclut les étudiants en médecine de l'école de médecine privée nouvellement ouverte, et bien d'autres points. Toutes ces contradictions ont fait de ce projet l'objet de critiques et de controverses qui ne se sont pas terminées à ce jour.

## Protestations
Les étudiants stagiaires et les résidents ont lancé des manifestations, des grèves nationales, des campagnes de sensibilisation et des marches nationales contre la loi. Il y a eu un boycott complet et national des cours théoriques et appliqués pour les sept collèges dans tout le Maroc. Le boycott s'est vu comme une réalisation sans précédent dans toute l'histoire de la médecine au Maroc et a finalement contraint le ministère de la Santé et d'autres à s'asseoir à la table de dialogue avec des représentants de la Coordination nationale des étudiants en médecine et du Comité national des stagiaires et résidents du Maroc.
Les systèmes médical et paramédical ont rejoint le mouvement des étudiants après avoir été pleinement convaincus de l'ampleur de l'importance de ce mouvement dans l'amélioration de l'ensemble du système de santé qui ne reçoit toujours pas une attention suffisante de la part du ministère de la Santé lui-même, ainsi que l'amélioration des conditions de travail et fournir un traitement approprié aux patients dans des conditions qui garantissent également la dignité du citoyen et du médecin.

### références
1. ↑  « Les étudiants boycottent la rentrée universitaire pour protester contre le service sanitaire obligatoire »
2. ↑  « Médecine : les étudiants marocains en guerre contre le service médical obligatoire »